# NGC 2984
NGC 2984 is een lensvormig sterrenstelsel in het sterrenbeeld Leeuw. Het hemelobject werd op 15 maart 1784 ontdekt door de Duits-Britse astronoom William Herschel.

## Synoniemen
- IC 556
- UGC 5200
- MCG 2-25-25
- ZWG 63.53
- PGC 27838